# Zero (Mega Man)
Zero (ゼロ) é um personagem da franquia Mega Man. Sua primeira aparição foi em 1993 no jogo Mega Man X para Super Nintendo, ele foi o protagonista da série de jogos Mega Man Zero e também esteve presente em outros dois jogos da franquia, Mega Man ZX e Mega Man ZX Advent. Além de aparecer em vários outros Video games crossovers de luta.
Keiji Inafune tentava criar um novo design para o protagonista, Mega Man, para a série X e ao invés disso acabou criando o deuteragonista, Zero. Na série Zero, desenvolvida pela Inti Creates, o personagem apareceu no papel de protagonista da obra com algumas alterações em seu visual, que foram feitas para que ele ganhasse uma "aparência mais humana". Zero também fez um papel secundário na série ZX usando seu Modelo Z. Sua introdução na série Mega Man X geralmente tem recebido críticas positivas das publicações especializadas em video game.

## Criação e concepção
Zero foi criado pelo designer Keiji Inafune, quando lhe foi dito para que recriasse Mega Man para uma nova série do Super Nintendo, Mega Man X. Ele desejava criar um Mega Man diferente do original. No entanto, mais tarde, Inafune percebeu que o que ele havia criado era diferente demais do original e que provavelmente não seria bem aceito pelos fãs. Após decidir deixar outro designer trabalhar no que acabou se tornando o Mega Man X, enquanto ele desenvolvia Zero, Inafune criou o personagem com a intenção de que ele fosse o "outro personagem principal" e que ele "roubasse todas as boas cenas". Ele também descreveu o personagem como um representante da ideia de que "nada é absoluto" e de que as circunstâncias podem mudar as coisas. Quando perguntado se Zero havia "matado" o elenco da série original de Mega Man, suspeita devido ao fato da ausência dos mesmos na série X, ele respondeu que não, acrescentando que "Zero não é uma pessoa — isto não está no seu perfil".
A ideia de Zero estrelar sua própria série foi proposta por Inafune. Ele propôs que o personagem estrelasse uma nova série, e planejava ir com essa ideia adiante até o final de Mega Man X5. No entanto, ele não foi capaz de fazer isso após a Capcom anunciar um novo jogo de Mega Man sem a sua presença. Desenhado por Toru Nakayama da Inti Creates, o personagem foi concebido com o objetivo de que parecesse "mais humano" ao invés da sua antiga "aparência mecânica" da série X. Nakayama queria que o público percebesse a diferença da série ZX em comparação com a anterior. Quando a Capcom quis que a estrutura geral de Zero fosse a mesma, a Inti Creates concentrou-se em fazê-lo o quão diferente eles pudessem, ao invés de similar. A representação do personagem na série teve a intenção de ser moralmente ambígua e dependendo da perspectiva, ele poderia parecer como um herói ou como um terrorista.

Na série Zero, a personagem possui um esquema de cores mais realístico, características mais humanas e um novo design.

### Design
Projetado para ser "mais forte e mais selvagem" do que o Mega Man original, o design de Zero, se assemelhava ao de Mega Man X de várias maneiras, tais como o seu conceito de criação original, a insistência de Inafune no desenho do personagem e a entrada de outros artistas no projeto. Na série X, o personagem tem uma armadura vermelha e branca com dois "chifres" em seu capacete, além de seu chamativo cabelo loiro. Sua arma principal é o Z-saber, uma espada de energia, que introduziu o combate corpo a corpo nos jogos da franquia. Zero também usa o Z-buster, um canhão localizado no final de seu braço direito, similar a arma primária de Mega Man X. Uma arma terciária que orbitaria em torno do personagem foi uma opção, mas não foi concluída. Ao contrário de Mega Man, que tem todo seu cabelo dentro de seu capacete, Zero tem um capacete menor, com o objetivo de que ele parecesse mais velho. Em Mega Man X4, o personagem iria receber a sua própria armadura melhorada tal qual a armadura que X possui, mas a equipe de desenvolvimento decidiu não terminá-la.
Na série Zero, o personagem possui o seu cabelo loiro e sua estrutura normal, embora pareça muito menos um "cartum" e muito mais com algo "real". Em vez de ter uma armadura vermelha e branca, ele usa uma roupa preta por debaixo de um colete, duas braçadeiras e botas vermelhas. Seu capacete tem chifres, embora eles tenham sidos mais suavemente projetados. O Z-saber também foi redesenhado para o jogo Mega Man Zero 3, e tem uma forma mais triangular em comparação com o original, que é semelhante a uma katana e seu canhão, o Z-buster, foi substituído por uma pistola. Nos primeiros esboços, Zero tinha os olhos negros e pupilas menores, mas com o progresso da concepção isso mudou para um par de olhos comum.

## Aparições

### Mega Man
Zero fez sua primeira aparição em video games no jogo Mega Man X lançado em 1993. Foi revelado que o personagem foi originalmente criado por Dr. Wily durante a série Mega Man. Zero trabalha como um Maverick Hunter, um soldado encarregado de derrotar os Mavericks, robôs que se voltaram contra a humanidade. Ele desempenha o papel de companheiro e melhor amigo de X na série X. Os dois, mais tarde passam a serem acompanhados por Axl, Sigma, Vile e outros inimigos ao longo da série. Apesar de, nos dois primeiros jogos ele ter apenas auxiliado X, ele se torna um personagem opcional no X3. Dependendo do desenvolvimento da história, Zero pode ser combatido como um chefão em Mega Man X5. Em Mega Man X6, o personagem inicialmente não está presente no jogo, já que ele desapareceu no final de Mega Man X5 durante uma luta contra Sigma, e ele se torna uma personagem opcional, dependendo de como a história se desenvolve durante todo o jogo. No jogo spin-off Mega Man Xtreme, ele é uma personagem não jogável, mas torna-se jogável na sequência, Mega Man Xtreme 2. Ele também é jogável durante o prólogo e os últimos capítulos do RPG eletrônico Mega Man X: Command Mission.
Na série Mega Man Zero ele se torna o personagem-título e o protagonista. Aproximadamente cem anos depois da série X, Zero ajuda uma cientista chamada Ciel a lutar contra a cidade humana de Neo Arcadia, onde ele destrói Omega — seu corpo original, Dr. Weil e Copy X, o líder de Neo Arcadia, duas vezes. Zero faz uma aparição na série ZX em seu Modelo Z, onde desempenha um papel menor na trama do primeiro jogo da série ZX. Em ZX Advent, ele desempenha um papel ainda menor, apenas com algumas linhas de fala ao longo do jogo. A contraparte de Zero em Mega Man Battle Network, Zero.EXE, faz uma aparição em Mega Man Network Transmission como o antagonista na primeira metade do jogo. Mais tarde, ele ajuda Mega Man contra o verdadeiro vilão, o "Professor".

### Aparições em outras mídias
O personagem em sua versão Mega Man Zero aparece como um sub-chefão no jogo de luta crossover da Playmore, SVC Chaos: SNK vs. Capcom, e como um personagem secreto em Onimusha Blade Warriors. A versão Mega Man X de Zero aparece em Tatsunoko vs. Capcom: Ultimate All-Stars como um personagem secreto e como um personagem jogável em Marvel vs. Capcom 3: Fate of Two Worlds. Neste último, o personagem foi escolhido para representar a franquia, apesar do personagem principal ser Mega Man, porque o produtor Ryota Niitsuma disse que ele tem uma maior variação em seus movimentos, algo que segundo o mesmo é necessário para um jogo como esse.
Zero aparece nos dois mangás baseados na série Mega Man X com sua aparência original dos jogos eletrônicos. No entanto no mangá Mega Man Zero, ele é um Reploid com duas personalidades dependendo uso do capacete: sem ele, Zero é um covarde, porém quando o usa, ele se parece com sua contraparte dos video games.

## Recepção
As aparições de Zero na série Mega Man X receberam na maioria das vezes críticas positivas. O site GameZone elogiou a introdução do personagem na série, dizendo que seus movimentos se tornaram populares entre os fãs, pois eles expandiram a jogabilidade do video game. Além disso, a GamesRadar creditou Zero como uma das razões pela qual a série X se tornou tão popular e que sua popularidade com os jogadores lhe proporcionou sua própria série de jogos. O Game Revolution chamou-o de "misterioso e andrógeno" e disse que ele era quase um Proto Man só que "com um rabo de cavalo". Na análise do 1UP.com a sua aparição como um personagem jogável com sua própria história em Mega Man X4 por si só, tornou este o melhor jogo da série X. O GameSpot notou o contraste na sua jogabilidade em Mega Man X4, algo que aumentou a dificuldade em utiliza-lo.
A IGN nomeou ele como um dos dez melhores espadachins presentes em video games, descrevendo-o como uma resposta para a questão de como Mega Man seria se estivesse armado com uma espada e ressaltou seu estilo de luta tão popular entre os jogadores. Eles repetiram os seus sentimentos em sua lista dos personagens que gostariam de ver em um futuro jogo da série Marvel vs Capcom, descrevendo-o como "provavelmente mais legal do que Mega Man", independentemente da versão. A revista PSM elogiou o personagem afirmando que "[ele] pode [até] usar alguns sapatos da moda, mas isso não o impede de chutar alguns traseiros de robôs". Enquanto analisava Mega Man X: Command Mission a 1UP.com criticou as partes durante as quais não era possível controlar Zero e ainda disse que sua dublagem em inglês fez com que ele "parecesse um surfista".